# Swæfberht
Swæfberht est un roi des Saxons de l'Est de la première moitié du VIIIe siècle. Sa mort est datée de 738 dans une série d'annales tenues dans le nord de l'Angleterre. Il règne vraisemblablement aux côtés de Selered, qui meurt en 746. Son ascendance est inconnue, car il ne figure dans aucune des trois listes généalogiques des rois d'Essex. Néanmoins, l'élément Swæf- qui figure dans son nom suggère un lien de parenté avec le roi Sæbbi, dont deux fils connus s'appellent Swæfred et Swæfheard.